# Cricula zubsiana
Cricula zubsiana är en fjärilsart som beskrevs av Wolfgang A.Nässig 1985. Cricula zubsiana ingår i släktet Cricula och familjen påfågelsspinnare. Inga underarter finns listade i Catalogue of Life.